# Heber Pinto
Heber Pinto  fue un relator y periodista de fútbol uruguayo nacido en Montevideo en 1927  y fallecido en la misma ciudad el 18 de marzo de 2006.
Tras el eslogan "El relator que televisa con la palabra" y con un estilo moderno y dinámico logró durante la década de 1960 abrirse paso en el campo de las transmisiones deportivas, hasta ese momento dominado por Carlos Solé. Asimismo, asignó a Américo Signorelli para realizar entrevistas a los jugadores en vestuarios luego de los partidos.
Tras su momento de mayor brillo profesional en CX12 Radio Oriental de Montevideo, pudo adquirir CX10 Radio Ariel en 1966, que rebautizó como Radio Continente desde donde continuó sus relatos.
Sin embargo, la figura que lo reemplazó en Oriental, Víctor Hugo Morales, poco a poco ganó la preferencia de los oyentes y Pinto abandonó al tiempo las transmisiones deportivas.
De todas formas, logró mantener su popularidad a través del programa "Sea Ud. Juez por un minuto", en el que los oyentes se comunicaban telefónicamente y expresaban sus opiniones al aire. 
Durante su vinculación con Radio Oriental, participó y condujo también programas de televisión en Canal 4 Monte Carlo TV de Montevideo que pertenecía en ese momento al mismo grupo económico que Radio Oriental.
En 1990, fue elegido para una banca de diputado por el Partido Colorado, dentro del sector que lideraba Jorge Pacheco Areco.